# Chiesa di Santa Caterina (Manerba del Garda)
La chiesa di Santa Caterina d'Alessandria è un edificio di culto cattolico situato a Gardoncino, frazione di Manerba del Garda, in provincia di Brescia e diocesi di Verona.

## Storia e opere
È dedicata a Santa Caterina d'Alessandria protettrice delle donne che allattano, dei naufraghi e dei mugnai. La costruzione risale al 1400 periodo in cui ebbe origine un affresco, all'interno della chiesa sul lato destro e controfacciata, rappresentante il Cristo in croce. Il primo documento della chiesa risale alla visita pastorale di Ermolao Barbaro nel 1454.
Ancora nel 1578 l'altare della chiesa non era dotato di pietra consacrata che doveva essere portata per tutte le funzioni religiose. Nel 1655 la chiesa era aperta al culto per una Messa settimanale. Nel periodo della peste venne allestito un cimitero in vicinanza della sagrestia per seppellirvi i numerosi morti.
Nel corso del Novecento la chiesetta fu interessata da alcuni interventi di restauro.

## Dipinti e opere conservate
La chiesa è a navata unica con struttura a capanna. L'unico altare ha una pala in cattivo stato di conservazione rappresentante il matrimonio mistico di santa Caterina con la Madonna al centro, Dio Padre con angeli, Santa Caterina e Santa Lucia. Sul lato destro dell'interno della chiesa si osserva un affresco del XV secolo raffigurante la Crocifissione con la Madonna, San Giovanni e Sant'Antonio abate raffigurato tre volte con bastone campanello e il maialino suo tipico attributo. Ai lati delle due porte si osservano due acquasantiere in pietra, di cui una presenta un mascherone scolpito.

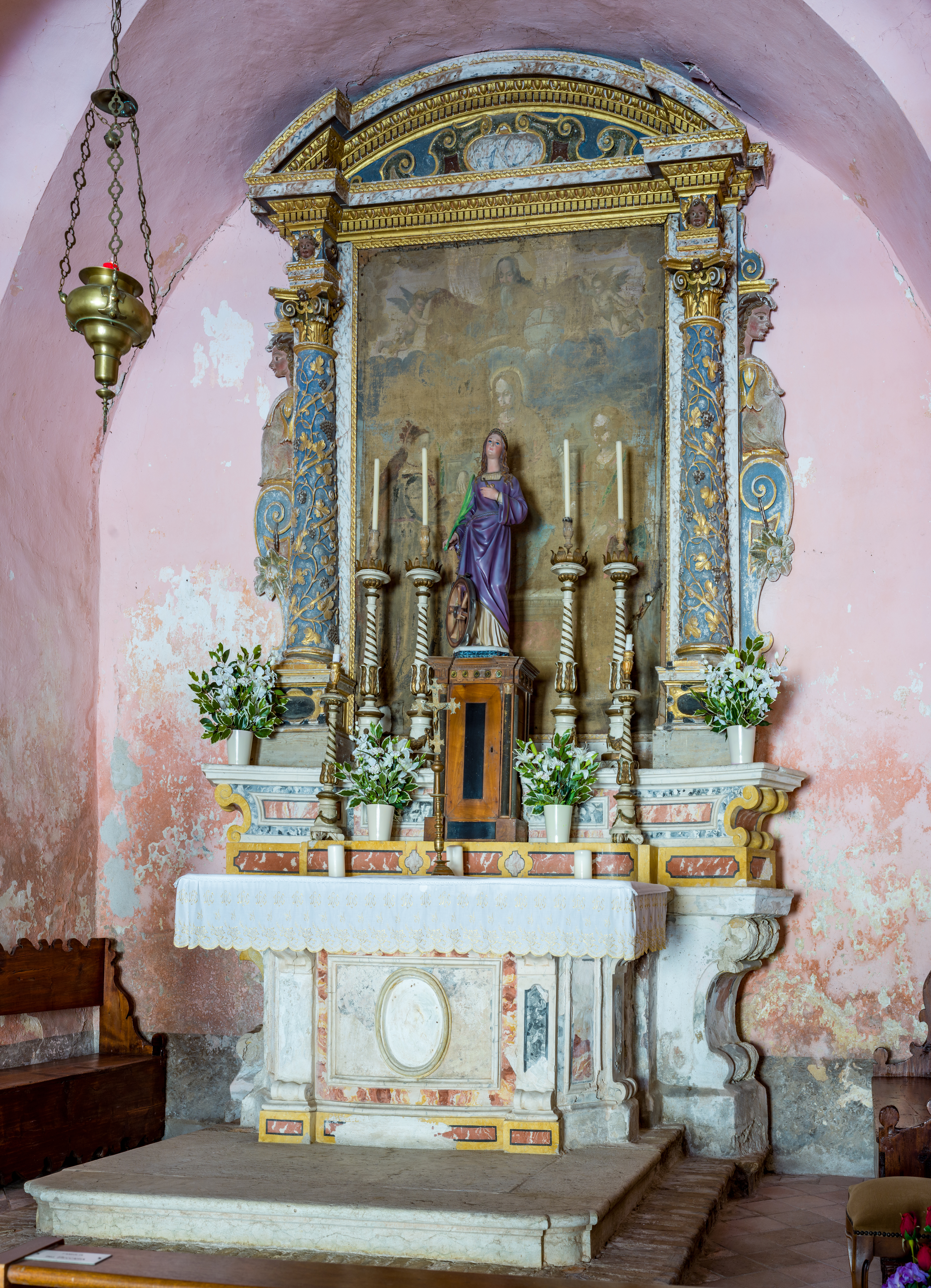
L'altare della chiesa.
L'affresco della Crocifissione.
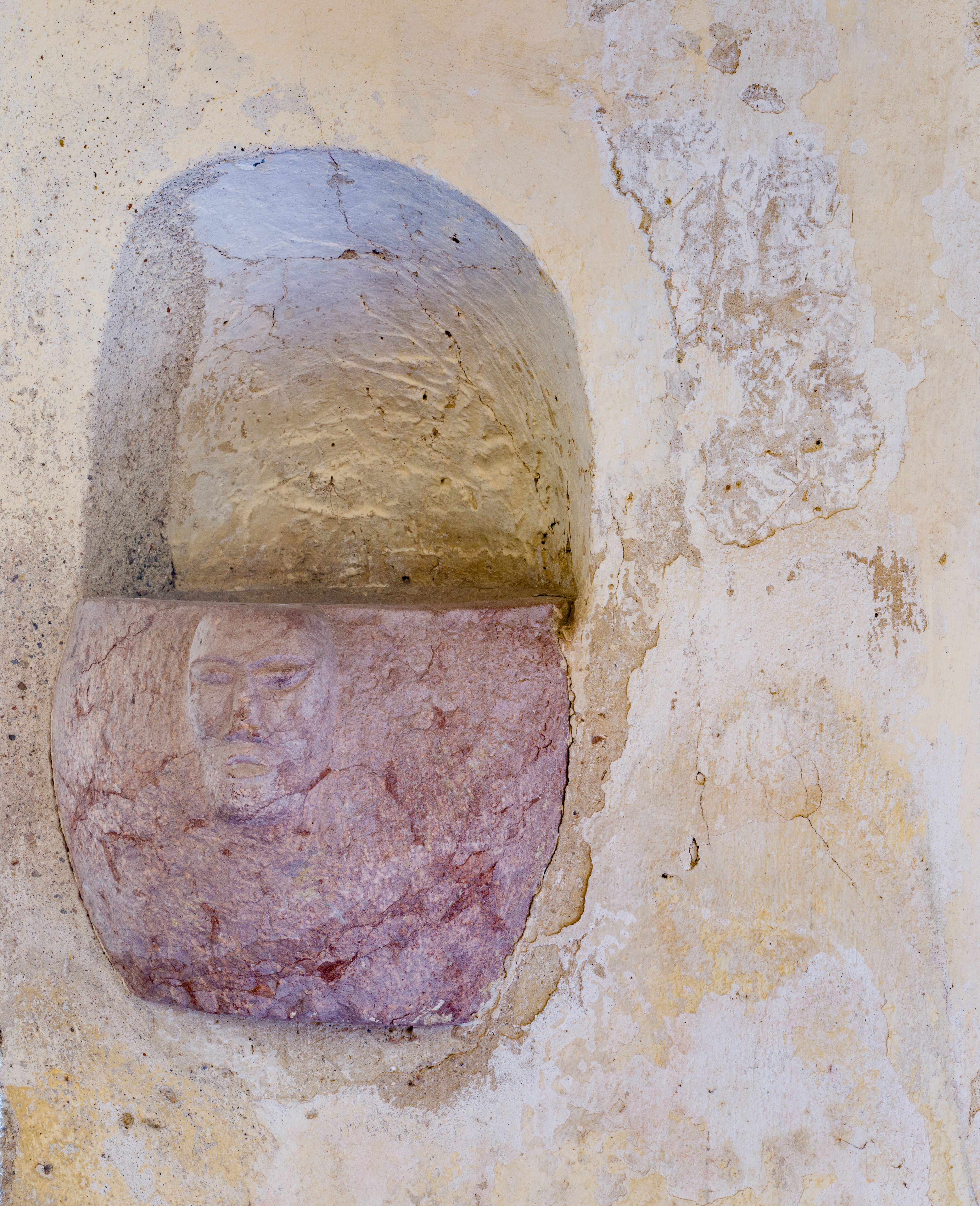
L'acquasantiera con mascherone.
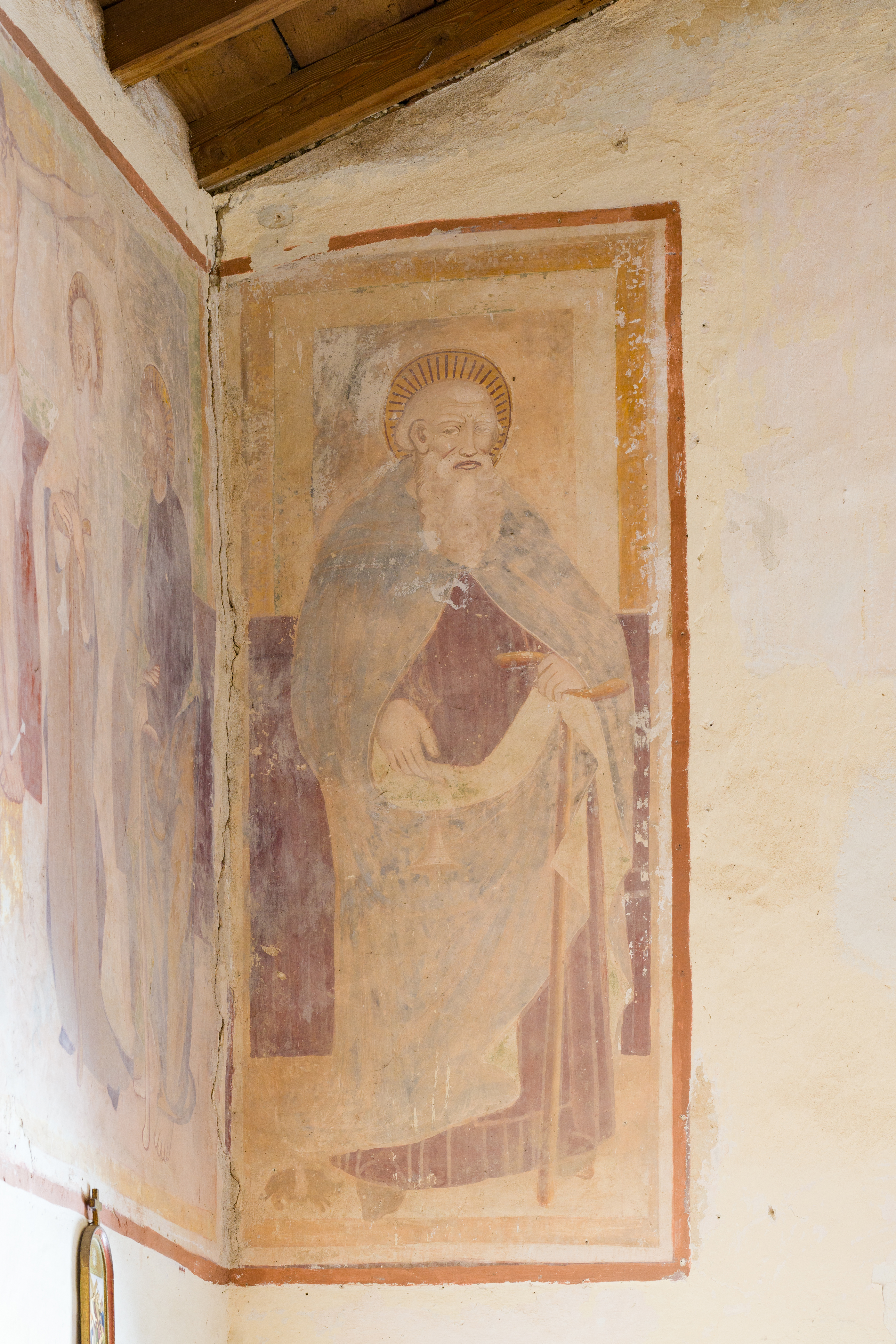
Affresco con San Antonio abate.